# جون أوكويي إيبوكا
جون أوكويي إيبوكا (مواليد 12 نوفمبر 1996) هو لاعب كرة قدم نيجيري يلعب كمهاجم في النادي المصري
```
(ليبيا)النادي الأهلي الرياضي - طرابلس
```